# Hector Costita
Hector Bisignani (né le 27 octobre 1934 à Buenos Aires, en Argentine), mieux connu sous le nom de Hector Costita, est un musicien et compositeur argentin. Flutiste et saxophoniste, il est surtout connu dans la musique brésilienne et a joué ou joue avec, entre autres, Lalo Schifrin, Manfredo Fest, Sérgio Mendes, Zimbo Trio, Hermeto Pascoal et Elis Regina.

## Biographie
Hector Bisignani est né en 1934 à Buenos Aires, en Argentine. D'origine italienne, il commence à étudier la musique à l'âge de 13 ans en jouant de la clarinette. À 18 ans, il apprend le saxophone ; en 1954, Lalo Schifrin l'invite à incorporer son groupe. Dans la seconde moitié des années 1950, il se rend au Brésil où il rejoint l'orchestre d'Enrico Simonetti. Il poursuit sa carrière au Brésil et contribue alors au développement et à la diffusion de la musique brésilienne.
Les années 1960 ont probablement été la meilleure décennie pour Hector Costita. Au cours de ces années, il joue avec de nombreux musiciens célèbres et enregistre ses principaux albums. Au début de la décennie, il forme un trio de samba avec João Donato et Xu Vianna. En 1962, il enregistre son premier album : O fabuloso Hector. Au cours de cette décennie, il se présente sous le nom de Don Junior. Malgré sa carrière solo, Bisignani joue dans le groupe Sexteto Bossa Rio, avec Sérgio Mendes, de 1962 à 1964. Il a également joué avec Dick Farney (1962), Manfredo Fest (1963) et Luiz Chaves (1963). En 1964, il enregistre l'album considéré comme le principal de sa carrière : Impacto.
Il s'installe en France en 1964 pour étudier au Conservatoire de musique de Paris. De retour au Brésil, il rejoint l'orchestre de Carlos Piper, mais il joue également comme sideman pour de nombreux artistes comme Elis Regina et Wilson Simonal.
De 1973 à 1981, Costita rejoint le big band de Nelson Aires. Après la fin de ce groupe, il devient professeur de musique et enseigne au CLAM, une école de musique populaire brésilienne, créée par Zimbo Trio.

## Discographie
- 1962 : O fabuloso Hector
- 1962 : Sambas, as Don Junior
- 1964 : Impacto
- 1981 : Hector Costita
- 1985 : Paracachúm
- 2004 : A noite è minha
- 2007 : Estamos todos hai[3]

### Comme sideman
- 1963 : Bossa nova, nova bossa, Manfredo Fest
- 1976 : Zimbo, Zimbo Trio
- 2013 : Pioneiros do Jazz Paulistano